# Palmapenna hymenostegioides
Palmapenna hymenostegioides är en insektsart som beskrevs av Jennifer L. Hollis 1976. Palmapenna hymenostegioides ingår i släktet Palmapenna och familjen rundbladloppor.
Artens utbredningsområde är Angola. Inga underarter finns listade i Catalogue of Life.